# Eric Spear
Pour les articles homonymes, voir Spear.
Eric Spear est un compositeur britannique né le 18 avril 1908 à Croydon (Royaume-Uni), décédé le 3 novembre 1966 à Southampton (Royaume-Uni).

## Biographie
Eric Spear est surtout connu pour avoir composé le thème musical de le feuilleton télévisé Coronation Street.

## Filmographie
- 1935 : Joy Ride
- 1935 : City of Beautiful Nonsense
- 1935 : Play Up the Band
- 1936 : The Improper Duchess
- 1936 : King of the Castle
- 1936 : Radio Lover
- 1937 : Mr. Stringfellow Says No
- 1945 : Flight from Folly
- 1949 : No Way Back
- 1950 : She Shall Have Murder
- 1952 : The Floating Dutchman
- 1952 : Ghost Ship de Vernon Sewell
- 1952 : A Killer Walks
- 1952 : Men Against the Sun
- 1953 : Small Town Story
- 1953 : Murder at 3am
- 1953 : Counterspy
- 1953 : Street of Shadows
- 1954 : Fabian of the Yard
- 1954 : Meet Mr. Callaghan
- 1954 : Stranger from Venus de Burt Balaban
- 1954 : The Golden Link
- 1954 : Bang! You're Dead de Lance Comfort
- 1954 : The Grove Family (série TV)
- 1954 : Diplomatic Passport (TV)
- 1955 : Handcuffs, London
- 1955 : It's a Great Day
- 1956 : A Touch of the Sun
- 1957 : The Big Chance
- 1958 : Fair Game (série TV)
- 1960 : La Blonde et les Nus de Soho (Too Hot to Handle)
- 1960 : Coronation Street (série TV)
- 1961 : The Escape of R.D.7 (série TV)
- 1966 : Der Fall X701
- 1967 : The Vulture